# H.263

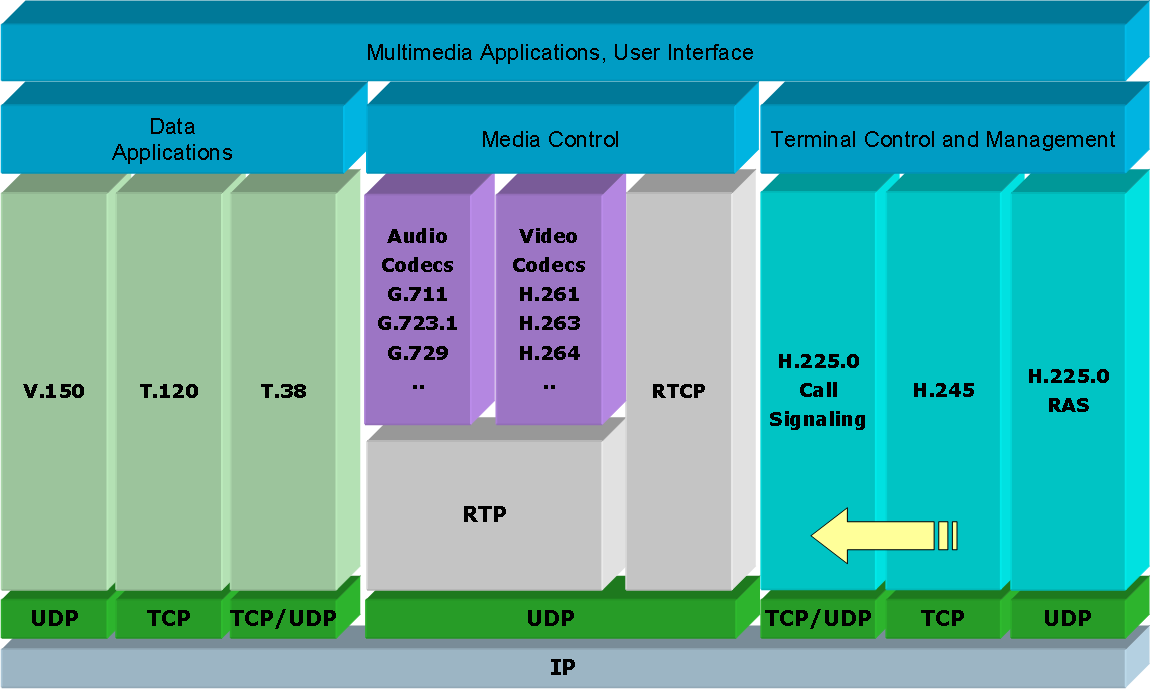
Pile H.323 classique

H.263 est une recommandation concernant la norme de codage vidéo développée par l’UIT-T Q.6/SG16.
À l’origine, H.263 a été développé pour la transmission de la vidéo sur des lignes à très bas débit, pour des applications de visiophonie via le réseau téléphonique commuté de type H.324. Elle a ensuite été intégrée dans les protocoles de visioconférence sur IP du type H.323 mais aussi SIP. Le même codec a été repris par la norme H.324m qui permet de réaliser des appels visio en mode circuit sur les réseaux mobiles de troisième génération.
Au début d’une communication vidéo entre deux terminaux équipés de ce codec, ils échangent leurs caractéristiques grâce au protocole H.245 et choisissent les modes de H.263 qu’ils utiliseront lors de la communication. Dans le cas de SIP, c'est la partie SDP qui est utilisée.

## Technologie
La version 1 de H.263, standardisée en 1996, définit une architecture de base (baseline) spécifiant des techniques communes aux autres standards (H.261, MPEG-1, MPEG-2). Elle comporte donc les techniques de compensation de mouvement inter-images, de transformée par bloc (DCT), de quantification et de codage entropique basé sur des codes à longueur variable (VLC). La partie baseline de ce codec a aussi servi de fondement au codec vidéo MPEG-4.
La version 1 comporte aussi cinq modes optionnels définis dans des annexes :
- Annexe D : vecteurs de mouvement non restreints (taille de vecteurs étendue et pouvant sortir de l’image)
- Annexe E : codage entropique arithmétique
- Annexe F : prediction avancée (4 vecteurs mouvement par macroblock, compensation par chevauchement des blocks voisins)
- Annexe G : images PB
- Annexe H : correction d’erreurs

Seuls cinq formats (SQCIF, QCIF, CIF, 4CIF et 16CIF) d’images ainsi qu’une seule fréquence d’image (29,97 Hz) ont été standardisés pour cette première version.
La version 2 de H.263 (appelée H.263+) ratifiée en février 1998 permet d’élargir les domaines d’applications en étant plus flexible et en améliorant l’efficacité de codage, tout en restant compatible avec la version 1. Pour cela, de nouveaux modes optionnels contenus dans des annexes ont été ajoutés :
- Annexe D modifiée : les vecteurs peuvent être codés avec des codes VLC réversible
- Annexe I : intra prediction des coefficients DCT (avec tables VLC supplémentaires)
- Annexe J : filtre de deblocking intégré dans la boucle de codage
- Annexe K : subdivision de l’image en slices
- Annexe L : informations supplémentaires (pour l’affichage)
- Annexe M : images PB amélioré
- Annexe N : sélection de l’image de référence (utilise une voie de retour)
- Annexe O : scalabilité (temporelle, spatiale, qualité)
- Annexe P : image de référence globalement prédite
- Annexe Q : changement de résolution dynamique
- Annexe R : prédiction confinée à l’intérieur d’un slice
- Annexe S : changement de tables VLC pour le mode inter autorisé
- Annexe T : extension de la quantification au niveau macroblock et pour la chrominance

H.263+ n’est plus restreint pour ce qui concerne la taille de l’image et la fréquence d’image.
La version 3 de H.263 (appelée H.263++) date de 2000 et spécifie quatre annexes supplémentaires :
- Annexe U : sélection de plusieurs images de référence au niveau macroblock.
- Annexe V : mode slice amélioré et support du data partitionning (séparation des vecteurs mouvement des coefficients DCT).
- Annexe W : informations supplémentaires d’amélioration
- Annexe X : définition de profils et niveaux

### Différents modes de paquétisation
Dans le cadre de la visiophonie sur IP utilisant les protcoles SIP et RTP, le codec H.263 est transporté sous forme de paquets en utilisant le protocole RTP.
- La version 1 utilise la paquétisation définie par la RFC 2190[1]. C'est la version basique qui est supporté de façon universelle par la plupart des équipements.
- Les versions 2 (1998) et 3 (2000) utilisent quant à elle la paquétisation définie dans la RFC 2429[2] (obsolète) ou la RFC4629 qui la remplace.

Bien que la RFC 4629 encourage fortement l'abandon de l'ancienne paquétisation, celle-ci continue à être largement supportée par défaut.
À noter qu'il y a une confusion courante entre le mode de paquétisation et la version de H.263 utilisée. En effet, on peut parfaitement imaginer la paquétisation de H.263 version 1 dans des paquets de type RFC4629.

## Applications
- Videoconférence (Systèmes ITU-T H.32x) :
  - H.320 : transmission via le protocole RNIS
  - H.323 : transmission en mode commutation de paquet.
  - H.324 : transmission en mode commutation de circuit

- Vidéo sur mobiles 3G
  - 3GPP mobile : applications de type streaming, MMS, Camcorder.
  - H.324/M : extension de la recommandation H.324 pour les réseaux mobiles.